# Rubius
Ру́биус (Rubius) —  российская группа IT-компаний, разрабатывает программное обеспечение на заказ, развивает собственные IT-продукты и обучает IT-специалистов. Член ассоциации разработчиков программных продуктов «Отечественный софт» и член всероссийской лаборатории по развитию искусственного интеллекта, технологический партнер АСКОН и авторизованный разработчик геометрического ядра C3D.
Представительства Rubius работают в России, Казахстане и Арабских Эмиратах. Главный центр разработки — в Томске.

## История
- Компания основана в 2008 году выпускниками ТУСУР и начала свою деятельность с разработки сайтов и виртуальных 3D-туров[1].
- В 2009 году зарегистрирован первый программный продукт Rubius 3DTourKit[7][8][9]. Запущено направление по разработке собственных продуктов для инженерного сектора[1][4]. Представлен продукт для проектирования линий электропередачи и систем молниезащиты — Rubius Electric Suite[10][11].
- В 2010 году на базе Rubius создан департамент группы компаний «Русский САПР» — ЗАО «Русский САПР — Инновационные технологии»[4].
- С 2010 по 2012 выпущены: Rubius GIS Integrator — система передачи данных между САПР и ГИС[12], система управлениями проектами — Rubius Project Manager[13][14], платформа для создания приложений 3D-визуализации — Rubius 4D[15].
- В 2013 году Rubius совместно с ЛО ЦНИТИ и АСКОН разработал систему твердотельного моделирования ExtraCAD — первую стороннюю САПР на основе российского геометрического ядра C3D[16][1]. На базе Rubius открыто подразделение перспективных разработок компании DP Technology — DP Labs[1].
- В 2014 году компания Softline стала дистрибьютором программных продуктов Rubius в России и СНГ[17]. Rubius получил статус авторизованного разработчика геометрического ядра C3D[5].
- В 2015 году соучредитель компании Сергей Дорофеев получил региональную премию в области предпринимательства «Бизнес-триумф 2015»[18][19].
- В 2016 году компания вышла на рынок Южной Кореи[20]. Выпущен продукт для ремонта и обслуживания оборудования Rubius DrEAM[21].
- В 2017 году выпущен продукт для управления задачами и временем Planyway (Trellius). Команда продукта прошла с этим продуктом отбор в финал финского акселератора Startup Sauna[22], победила в конкурсе Startup Village в Красноярске[23] и Go Global в Москве. Сегодня продукт является флагманским продуктом компании с 600 000 тысячами пользователей, среди которых компании Netflix, Amazon, IBM и Apple[24].
- В 2019 году компания вошла в ТОП-20 самых высокотехнологичных компаний по версии рейтинга ТехУспех за 2018 год[25].
- В 2020 году компания стала победителем акселератора Startup Drive от компании «Газпром Нефть»[26] с продуктом для контроля строительства. Сейчас это полноценное коммерческое решение — платформа NovoBIM, которая используется в России для контроля за реконструкцией нефтебаз. В 2022 году Департамент строительства Москвы выбрал NovoBIM для проекта по строительству крупнейшей Детской больницы Св. Владимира в Москве[27].
- В начале 2022 года компания открыла компанию  в Дубае с лицензией на разработку IT-решений, сейчас Rubius Gulf входит в ТОП-10 B2B компаний в ОАЭ по версии рейтинга Clutch[28].
- По итогам 2022 года доход[прояснить] группы компаний вырос на 44%[6].

## Образовательная деятельность
В 2012 году в Rubius открыт образовательный центр — Rubius Academy.
С 2013 года Rubius проводит одно из крупнейших отраслевых мероприятий для томских программистов — конференцию DevPRO. В разные годы в DevPRO принимали участие спикеры из Netflix, Tesla, Сбербанка и Авито.
В 2018 году компания совместно с Администрацией Томской области запустила проект TomskHUB для развития стартапов в регионе: организуют обучение и проводят встречи с предпринимателями. Ежегодно через Акселератор TomskHUB проходит около 20 стартап-команд. В 2022 году и.о. Губернатора Томской области Владимир Мазур высоко оценил результаты работы проекта. 